# Piramide (Binnen-Mongolië)
De piramide in Binnen-Mongolië is een door mensen tot piramide omgevormde heuvel, daterend tot  ca. 3000 v.Chr., in de Chinese Autonome Regio Binnen-Mongolië. De heuvel is gelegen ten noorden van de plaats Sijiazi in het zuidoosten van Binnen-Mongolië, ongeveer 230 mijl van Peking, Noord-China. Het grafcomplex wordt toegeschreven aan de Hongshancultuur (ca. 4000 - 2000 v.Chr.).
De Chinese overheid presenteerde het onderzoek van de piramide in 2001 in het Volksdagblad. De heuvel heeft drie verdiepingen en een basis van meer dan 30 meter lang en 15 meter breed. In de top zijn zeven tombes en de resten van een altaar ontdekt. Rond het altaar zijn fragmenten van aardewerk gevonden met wat geïnterpreteerd werd als het Chinese karakter voor 'rijst' (mi), in sommige tomben stenen beelden van godinnen en op een muur van een tombe een ingekerfde symbolische fallus. Volgens Chinese archeologen zou het monument een astrologische betekenis kunnen hebben.